# Niall Horan
Niall James Horan (Mullingar, 13 settembre 1993) è un cantante irlandese. La sua carriera musicale è iniziata nel 2010 con gli One Direction e da solista ha pubblicato 3 album.

## Biografia

### Primi anni
Figlio di Maura Gallagher e Bobby Horan, nasce nella cittadina irlandese di Mullingar, nella Contea di Westmeath. I suoi genitori hanno divorziato quando aveva cinque anni e insieme al fratello ha preso poi domicilio presso il padre.
Horan ha frequentato la scuola primaria presso la St. Kenny's National School, per poi proseguire gli studi al Mary's College (entrambi gli istituti situati nella sua città natale). Decide di abbandonare gli studi per perseguire la sua carriera da cantante, dichiarando anni dopo di essersi pentito della scelta.

### One Direction
Nel 2010 ha preso parte alle audizioni del talent show britannico The X Factor con una reinterpretazione del brano So Sick di Ne-Yo, venendo successivamente incluso negli One Direction sotto l'idea dei giudici Nicole Scherzinger e Simon Cowell. Giunti terzi al termine del programma, a partire dal 2011 il gruppo ha pubblicato cinque album in studio, usciti a cadenza annuale: Up All Night, Take Me Home, Midnight Memories, Four e Made in the A.M..
Il 27 maggio 2014 ha organizzato il Niall Horan Charity Football Challenge, una partita di calcio a scopo benefico giocata a Leicester alla quale hanno preso parte anche Harry Styles, Louis Tomlinson e Liam Payne. Il ricavato della giornata (oltre 300000 sterline) è stato devoluto alle associazioni Irish Autism Action, UK based Heart and Minds Challenge e alla Leicester Foxes Foundation.

### Carriera solista

#### 2016-2018:Flicker
A settembre 2016 ha firmato un contratto discografico con l'etichetta discografica Capitol Records, pubblicando il 29 dello stesso mese il suo primo singolo This Town. Il 4 maggio 2017 è stata la volta del secondo singolo Slow Hands.
Entrambi i singoli fanno parte del suo album di debutto Flicker, presentato attraverso il tour Flicker Sessions 2017, partito ad agosto 2017. Il 15 settembre 2017 pubblica il terzo singolo estratto dall'album, Too Much to Ask. Il 20 febbraio 2018 ha pubblicato il quarto singolo On the Loose. Il 10 marzo 2018 inizia il Flicker World Tour, secondo tour di concerti in giro per il mondo che si conclude il 30 settembre dello stesso anno, durante il quale si esibisce per la prima volta con un inedito: So Long; il brano viene poi pubblicato all'interno dell'album dal vivo Flicker Live (2019), realizzato in collaborazione con RTÉ Concert Orchestra.
Il 4 giugno 2018 è stato reso disponibile su YouTube il video della versione acustica di Seeing Blind, terza traccia dell'album, in collaborazione con Maren Morris, mentre il 1º luglio successivo è uscito il singolo Finally Free, facente parte della colonna sonora del film Smallfoot - Il mio amico delle nevi.

#### 2019-2022: collaborazioni,Heartbreak Weather
Nel 2019 Horan ha collaborato con la cantautrice Julia Michaels alla realizzazione del singolo What a Time, incluso nell'EP della Michaels Inner Monologue, Pt. 1.
Il 13 marzo 2020 Horan ha pubblicato il secondo album in studio Heartbreak Weather, anticipato tra ottobre 2019 e febbraio 2020 dai singoli Nice to Meet Ya, Put a Little Love on Me e No Judgement. Il 17 giugno dello stesso anno ha collaborato con la cantante Ashe alla versione remix di Moral of the Story di quest'ultima, mentre il 7 novembre dello stesso anno Horan si è esibito in un concerto virtuale presso la Royal Albert Hall.
Il 21 maggio 2021 è uscito il singolo Our Song, realizzato insieme a Anne-Marie e contenuto nell'album Therapy di quest'ultima.

#### 2023-presente:The Show
Il 17 febbraio 2023 Horan è ritornato sulle scene musicali attraverso il singolo Heaven, volto ad anticipare il terzo album di inediti The Show, la cui uscità è prevista per il 9 giugno dello stesso anno. Il brano ha ottenuto un discreto successo commerciale, entrando nella top 20 della classifica britannica dei singoli e alla 63ª posizione di quella statunitense. Il 28 aprile è stato estratto il singolo Meltdown, il quale raggiunge la posizione 62 della Official Singles Chart britannica. Viene inoltre annunciato il The Show: Live on Tour con tappe in America e in Europa a partire dal 2024. L'album ha debuttato in vetta alla Official Albums Chart britannica e alla seconda posizione della Billboard 200 statunitense.
Sempre nel 2023 Horan ha intrapreso il suo percorso come coach alla 23ª stagione di The Voice, insieme a Kelly Clarkson, Chance The Rapper e Blake Shelton.  È stato riconfermato per la stagione successiva, con i colleghi Gwen Stefani, Reba McEntire e John Legend.  Il 23 maggio 2023 Gina Miles, un membro del suo team, ha vinto The Voice, rendendo Horan il coach vincitore della sua prima stagione.

## Vita privata
Horan è un amante del golf (spingendolo a fondare l'agenzia Modest! Golf nel 2016) e del calcio. Nel 2010, mentre giocava a quest'ultimo con alcuni suoi amici, ha subìto un infortunio alla rotula, che gli ha provocato diversi problemi al ginocchio negli anni a venire, tra cui una dislocazione durante un concerto in Belgio. Nel 2014, dopo la fine del tour, è stato operato.
Dal 2017 al 2018 ha frequentato l'attrice e cantante Hailee Steinfeld, mentre dal 2020 ha intrapreso una relazione con Amelia Woolley.

## Discografia

### Da solista
Album in studio
- 2017 – Flicker
- 2020 – Heartbreak Weather
- 2023 – The Show

Album dal vivo
- 2019 – Flicker Live
- 2024 – The Show: The Encore
- 2024 – Live from Spotify Studios

Singoli
- 2016 – This Town
- 2017 – Slow Hands
- 2017 – Too Much to Ask
- 2018 – On the Loose
- 2018 – Finally Free
- 2019 – Nice to Meet Ya
- 2019 – Put a Little Love on Me
- 2020 – No Judgement
- 2020 – Black and White
- 2021 – Our Song (con Anne-Marie)
- 2023 – Heaven
- 2023 – Meltdown

### Con gli One Direction
- 2011 – Up All Night
- 2012 – Take Me Home
- 2013 – Midnight Memories
- 2014 – Four
- 2015 – Made in the A.M.

## Tournée
- 2017 – Flicker Sessions
- 2018 – Flicker World Tour
- 2024 – The Show: Live on Tour

## Riconoscimenti
- American Music Award
  - 2017 – Vittoria come New Artist of the Year[33]
- BMI London Awards
  - 2017 – Vittoria con This Town come Pop Award Song[34]
  - 2018 – Vittoria con Slow Hands come Pop Award Song[35]
- BMI Pop Awards
  - 2018 – Vittoria con This Town come Award-Winning Songs[36]
  - 2018 – Vittoria con Slow Hands come Award-Winning Songs[36]
- Global Awards
  - 2018 – Candidatura come Best Male[37]
  - 2018 – Candidatura con Slow Hands come Best Song[37]
- iHeartRadio Music Awards
  - 2017 – Candidatura come Best Solo Breakout[38]
  - 2018 – Candidatura come Best Solo Breakout[39]
  - 2018 – Candidatura con Issues di Julia Michaels come Best Cover Song[39]'
  - 2018 – Vittoria come Best New Pop Artist[39]
  - 2018 – Vittoria con Slow Hands come Best Lyrics[39]
- iHeartRadio Much Music Video Awards
  - 2017 – Vittoria come Fan Fave International Artist or Group[40]
  - 2017 – Candidatura come Best New International Artist[40]
- People Choice Awards
  - 2017 – Vittoria come Favourite Breakout Artist[41]
- Radio Disney Music Awards
  - 2017 – Vittoria come Best Male Artist[42]
- SOCAN Awards
  - 2018 – Vittoria con Slow Hands come Pop Music Awards[43]
- Teen Choice Awards
  - 2017 – Vittoria con Slow Hands] come Choice Song: Male Artist[44]
  - 2017 – Candidatura come Choice Summer Male Artist[44]
  - 2018 – Candidatura come Choice Male Artist[45]
  - 2018 – Candidatura come Choice Summer Male Artist[45]
  - 2018 – Candidatura con Flicker World Tour come Choice Summer Tour[45]
- Telehit Awards
  - 2017 – Vittoria con Slow Hands come Video in English[46]
- Hollywood Music in Media Awards
  - 2018 – Candidatura con Finally Free come Original Song - Animated Film[47]